# Lijst van schepenen van Tiegem
Dit is een lijst van schepenen van Tiegem.
| Naam                           | Termijn   |
| ------------------------------ | --------- |
| Ambroos Ghevaert               | 1799-1812 |
| Maarten Lodewijk Bonte         | 1813-1815 |
| Pieter Frans Windels           | 1815-1819 |
| Jan Benoit                     | 1819-1828 |
| Pieter de Cock                 | 1819-1839 |
| Karel Vindevogel               | 1828-1866 |
| Marc Antoon Verriest           | 1843-1845 |
| Henri Manson                   | 1846-1847 |
| Jan Baptist van de Woestijne   | 1848-1862 |
| Jan van de Meulebroeke         | 1863-1888 |
| Karel Vindevogel               | 1870-1872 |
| Pieter Windels                 | 1872-1892 |
| Vital Moreels                  | 1888-1908 |
| Edward Ghevaert                | 1892-1898 |
| Dion Van de Putte              | 1898-1905 |
| Jan Baptist Van de Meulebroeke | 1905-1908 |
| Remi Gaeremynck                | 1908-1913 |
| Louis Mullie                   | 1912-1922 |
| Karel Vermeiren                | 1914-1916 |
| Laurent Dermaut                | 1916-1938 |
| Cyriel Van de Meulebroucke     | 1923-1932 |
| Albert D'Hulst                 | 1933-1938 |
| Charles Van Maercke            | 1939-1946 |
| Rudolf Van de Meulebroeke      | 1939-1946 |
| Michel De Kuypere              | 1947-1958 |
| Leon Gevaert                   | 1947-1976 |
| Godfried Van de Meulebroeke    | 1959-1961 |
| Marcel Mullie                  | 1962-1976 |